# Kerris Dorsey
Kerris Lilla Dorsey (Los Angeles, 9 gennaio 1998) è un'attrice e cantante statunitense.
Per quanto riguarda la televisione, è nota soprattutto per aver preso parte alle serie Brothers & Sisters - Segreti di famiglia e Ray Donovan. In ambito cinematografico, è conosciuta principalmente per aver preso parte al film L'arte di vincere.

## Carriera
L'inizio della sua carriera risale al 2005, anno in cui Dorsey ha debuttato al cinema in Quando l'amore brucia l'anima - Walk the Line, film biografico del cantante Johnny Cash, con protagonisti Joaquin Phoenix e Reese Witherspoon. Nello stesso anno è comparsa in Se solo fosse vero, commedia romantica tratta dall'omonimo romanzo di Marc Levy, anche questa volta al fianco di Reese Witherspoon. Dal 2006 al 2011 è apparsa in varie serie televisive di successo, tra cui Scrubs - Medici ai primi ferri, Detective Monk, Medium e Sons of Anarchy. Nello stesso periodo, inoltre, ha fatto parte del cast fisso della serie Brothers & Sisters - Segreti di famiglia, interpretando il ruolo di Paige Whedon.
Nel 2011 ha preso parte al dramma L'arte di vincere, al fianco di attori come Brad Pitt e Philip Seymour Hoffman. Per questo film Dorsey si è esibita anche da cantante, interpretando una cover della canzone di Lenka The Show, inclusa nella colonna sonora. L'arte di vincere ha ricevuto sei candidature ai Premi Oscar 2012.
Nel 2012 ha fatto parte del cast del film Disney per la televisione Girl vs. Monster. Nello stesso anno e nel 2013 è comparsa come guest star in altre serie televisive tra cui A tutto ritmo, Non fidarti della str**** dell'interno 23 e Mad Men. Dal 2013 interpreta il ruolo di Bridget Donovan, la figlia del personaggio principale, nella serie Ray Donovan. Nell'anno seguente ha recitato nella commedia Una fantastica e incredibile giornata da dimenticare, al fianco di Steve Carell, Jennifer Garner ed Ed Oxenbould.

## Filmografia

### Cinema
- Quando l'amore brucia l'anima - Walk the Line (Walk the Line), regia di James Mangold (2005)
- Se solo fosse vero (Just Like Heaven), regia di Mark Waters (2005)
- Fuel, regia di Oktay Ortabasi (2009)
- L'arte di vincere (Moneyball), regia di Bennett Miller (2011)
- JumpRopeSprint, regia di Stephen Ihli (2011)
- Una fantastica e incredibile giornata da dimenticare (Alexander and the Terrible, Horrible, No Good, Very Bad Day), regia di Miguel Arteta (2014)
- Don't Tell Kim, regia di Stephen Ihli (2016)
- Totem, regia di Marcel Sarmiento (2017)

### Televisione
- Soccer Moms, regia di Mark Piznarski – film TV (2005)
- Scrubs - Medici ai primi ferri (Scrubs) – serie TV, episodio 5x03 (2006)
- Detective Monk (Monk) – serie TV, episodio 4x12 (2006)
- So Notorious – serie TV, episodio 1x08 (2006)
- Vanished – serie TV, episodi 1x01-1x04 (2006)
- Medium – serie TV, episodio 3x19 (2007) come Kerris Lilla Dorsey
- Carpoolers – serie TV, episodi 1x08-1x13 (2008)
- La ragazza dei fiori (Flower Girl), regia di Bradford May – film TV (2009)
- Brothers & Sisters - Segreti di famiglia (Brothers & Sisters) – serie TV, 91 episodi (2006-2011) come Kerris Lilla Dorsey
- Sons of Anarchy – serie TV, episodio 4x01 (2011) come Kerris Lilla Dorsey
- R.L. Stine's The Haunting Hour – serie TV, episodio 2x12 (2011)
- Lottare per un sogno (An American Girl: McKenna Shoots for the Stars), regia di Vince Marcello – film TV (2012)
- A tutto ritmo (Shake It Up) – serie TV, episodio 2x13 (2012)
- Non fidarti della str**** dell'interno 23 (Don't Trust the B---- in Apartment 23) – serie TV, episodio 1x03 (2012)
- Girl vs. Monster, regia di Stuard Gillard – film TV (2012)
- Mad Men – serie TV, episodio 6x01 (2013)
- Ray Donovan – serie TV, 82 episodi (2013-2020)
- Ray Donovan: The Movie, regia di David Hollander – film TV (2022)

## Doppiatrici italiane
Nelle versioni in italiano delle opere in cui ha recitato, Kerris Dorsey è stata doppiata da:
- Asia Minelli in Se solo fosse vero
- Valentina Rossi in Brothers & Siters - Segreti di famiglia
- Margherita De Risi ne L'arte di vincere
- Deborah Morese in Girl vs Monster
- Giulia Tarquini in Mad Men
- Sara Labidi in Ray Donovan (s.1-3)
- Roisin Nicosia in Ray Donovan (s.4-7)
- Emanuela Ionica in Una fantastica e incredibile giornata da dimenticare

## Riconoscimenti
- 2015 – Young Artist Awards
  - Candidatura al Miglior giovane cast in un film per Una fantastica e incredibile giornata da dimenticare